# 大阪 - 岡山・倉敷線
大阪 - 岡山・倉敷線（おおさか - おかやま・くらしきせん）は、大阪府大阪市と岡山県赤磐市・岡山市・玉野市・倉敷市を結ぶ高速バス路線である。経由地の違いにより以下2路線に整理できる。本項目ではこれらについて一括して記す。

## 現在運行中の路線

### 吉備エクスプレス大阪号
昼行 / JRバス中国・ 両備ホールディングス（両備バス）・下津井電鉄
- USJ・湊町（OCAT）・なんば高速バスターミナル・大阪駅JR高速バスターミナル - 岡山駅西口（21往復）

- 全便座席指定制のため、乗車には予約が必要。
- ローソン・ファミリーマートでも予約発券（ローソン・ファミリーマートでは両備高速バス予約サイト予約分の回数券も）ができる。

## 過去運行されていた路線
大阪梅田エクスプレス
昼行 / 下津井電鉄・シモデンツアーサービス→下電観光バス
- USJ・大阪梅田（阪急三番街高速バスターミナル） - 岡山駅西口・倉敷駅北口

リョービエクスプレス
昼行 / 両備ホールディングス（両備バス）
- USJ・湊町（OCAT）・なんば高速バスターミナル・大阪国際空港 - 岡山駅西口・倉敷駅北口
- 湊町（OCAT）・なんば高速バスターミナル・大阪国際空港 - 岡山駅西口・高速宇野築港銀座

## 歴史
- 1989年
  - 12月1日

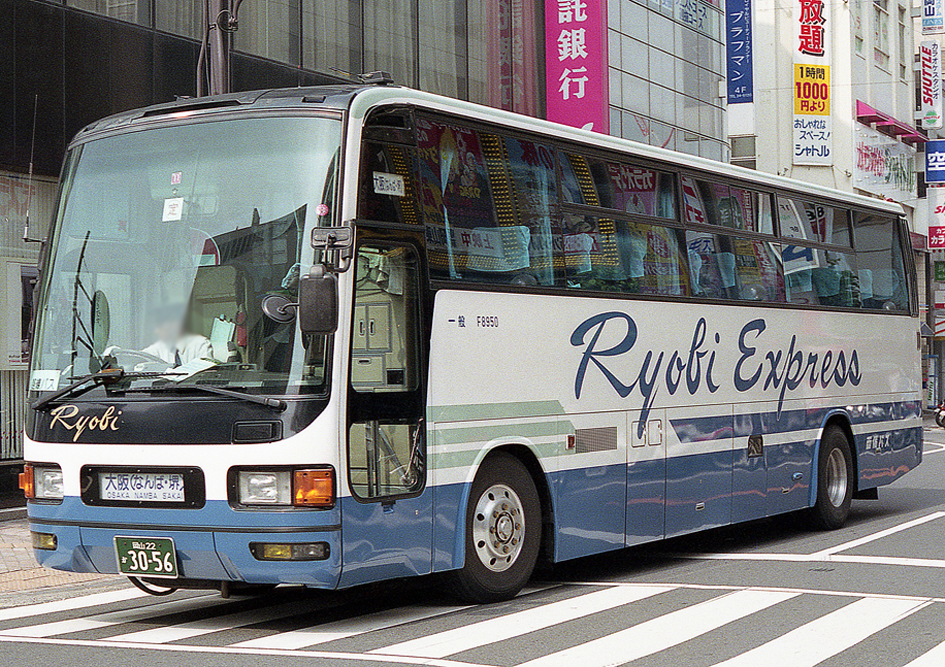
倉敷・岡山 - なんば・堺線「リョービエクスプレス」

    - 堺・なんば - 岡山・倉敷間に南海電気鉄道（現在の南海バス）と両備バス（現在の両備ホールディングス）の共同運行（南海側の愛称はサザンクロス、両備側の愛称はリョービエクスプレス）で高速バスの運行開始[1]。1日2往復運行。
    - 梅田 - 岡山・倉敷間に阪急バス・下津井電鉄の共同運行で高速バスの運行開始[1]。1日2往復運行。
- 1992年2月16日 - 阪急バス、下津井電鉄の運行休止。
- 1998年4月ごろ - リョービエクスプレスが両備バスの単独運行となる（南海は受付のみ継続）[2][3]
- 1999年
  - 2月16日 - 阪急バス 大阪～岡山･倉敷線廃止。　
  - 6月1日 - リョービエクスプレスが3往復に増便。
- 2000年
  - 4月 - リョービエクスプレス1日5往復に増便。
  - 8月10日 - 吉備エクスプレス運行開始[4]。当初は中国JRバス単独で4往復で運行[4]。同時にポイントカード導入。
- 2001年3月31日 - リョービエクスプレス6往復に増便。USJ開業とともにリョービ、吉備エクスプレスも一部をUSJまで延長。
- 2002年
  - 3月20日 - リョービエクスプレス1日9往復に増便。吉備エクスプレスも一部を倉敷止まりに。
  - 10月1日 - 「倉敷」停留所を「倉敷駅北口」停留所に変更。
- 2003年
  - 3月20日 - リョービエクスプレス1日13往復に増便。
  - 7月19日 - 吉備エクスプレスが8往復に増便、西日本JRバス参入。
  - 9月1日 - リョービエクスプレス16往復に増便し、ポイントカード導入。
- 2004年
  - 7月16日 - 吉備エクスプレス大阪号、西日本JRバスが2往復減便し1日6往復となる。バス停追加（宝塚インター、西宮北インター）。
  - 8月1日 - リョービエクスプレス、バス停追加（岡山インター）。
- 2005年4月1日 - リョービエクスプレス、16往復のうち5往復を岡山駅前発着。

- 2006年

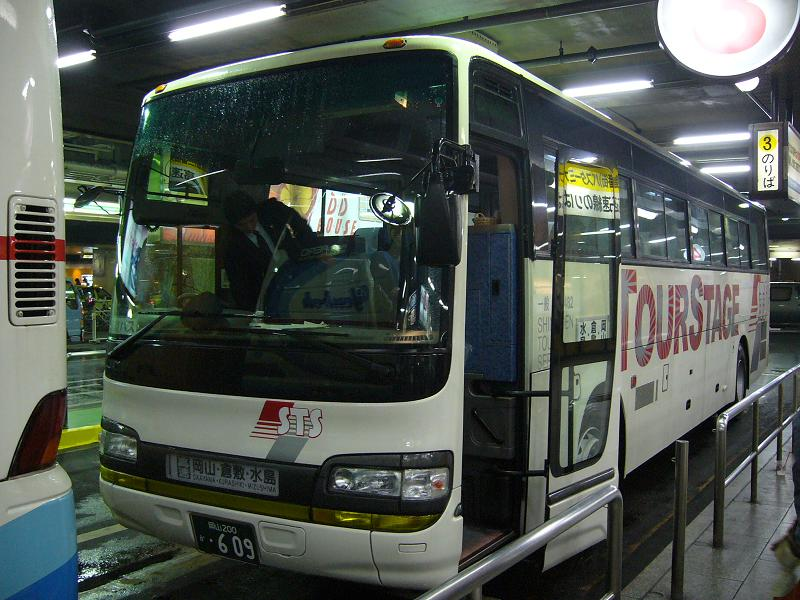
大阪梅田エクスプレス号（下電観光バス（シモデンツアーサービス時代））

  - 5月13日 - リョービエクスプレスにパソコン対応車両（携帯電話の充電も可能）を導入。
  - 10月1日 - 吉備エクスプレス大阪号、中国JRバスが1往復増便し1日7往復となる。
  - 11月1日 - リョービエクスプレスを1日20往復に増便。1往復を宇野まで延長。
  - 12月20日 - 大阪梅田エクスプレスを運行再開（1日7往復）。かつて、阪急バスと下津井電鉄が運行していた路線を復活させたものである（ただし、下電のみ再開）。同時にポイントカード導入。
- 2007年9月3日 - リョービエクスプレスの堺駅乗り入れを廃止（1往復）となんば - 岡山駅前系統1往復を減便（リョービエクスプレスでは初の減便）。
- 2008年
  - 4月7日 - リョービエクスプレスのなんば - 倉敷駅北口系統1往復を減便。
  - 4月20日 - 大阪梅田エクスプレスの下津井電鉄担当便に、シート幅・シートピッチを広げ、パウダールーム（洗面所付トイレ）を備えたバスを導入。
  - 7月19日 - 吉備エクスプレス大阪号、バス停追加（岡山商大前・岡山放送前）。
- 2009年
  - 3月20日 - リョービエクスプレス、なんば〜倉敷駅北口系統1往復となんば - 岡山駅前系統2往復を土日祝日運行に変更し、土日祝日になんば - 倉敷駅北口系統1往復を増便。また、湊町→倉敷駅北口間に深夜便（乗車券+深夜券（大人1,000円、小児500円）で乗車可能）1本を新設。これにより、平日15往復・土日祝日19往復体制に。
  - 8月1日 - 大阪梅田エクスプレス、1往復増便されて1日8往復に。同時に倉敷駅北口 - 水島駅間の運行を廃止し、1部の便（3往復）が天満屋バスセンターに停車。
  - 10月1日
    - リョービエクスプレスと吉備エクスプレス大阪号が共同運行化。1日23往復体制に。

リョービエクスプレス12往復（うち深夜便0.5往復）、吉備エクスプレス大阪号11往復となった。吉備エクスプレス大阪号は両備バス担当便が新設され、全便が湊町（OCAT)へ乗入開始。同時に、岡山駅前の乗り場のドレミの街岡山高速バスターミナルへの統一、吉備エクスプレス大阪号の天満屋バスセンター乗入れ中止、山陽インターバス停の両備・JR共同使用、倉敷インターバス停の追加などが実施され、吉備エクスプレス大阪号が運行していた倉敷駅北口 - 総社駅間の運行を廃止。また、発車オ〜ライネットでの吉備エクスプレス大阪号の予約取扱を終了し、吉備エクスプレス大阪号のネットdeバス（現：両備高速バス予約サイト）、リョービエクスプレスの高速バスネット（マルス枠はなし）での予約取扱をそれぞれ開始。
    - 大阪梅田エクスプレスがダイヤ改正し所要時間を短縮。

途中休憩を1カ所のみに絞り、所要時間を15分（一部区間では20分）短縮。梅田-岡山駅前間の所要時間を3時間丁度とし、吉備エクスプレス（大阪駅-岡山駅前間3時間9分）よりも逆に速くなった。
- 2010年
  - 4月1日 - 吉備エクスプレス大阪号における高速バスネットのマルス枠廃止に伴い、みどりの窓口での販売を中止。
  - 6月1日 - 岡山駅前の発着場所を、ドレミの街（10番乗り場、リョービエクスプレス・吉備エクスプレス大阪号）、ワシントンホテルプラザ前（12番乗り場、大阪梅田エクスプレス）から岡山駅西口バスターミナル（25番乗り場）へ移設・統一し、大阪梅田エクスプレスの天満屋バスセンター乗入れを廃止。
  - 8月1日 - 大阪梅田エクスプレスに往復学割と早割5を新設。
  - 9月1日
    - リョービエクスプレスと吉備エクスプレス大阪号に往復学割、WEB早割3（両備高速バス予約サイト予約分）、早割3・早割7・早割14・学早3・学早7・学早14（吉備エクスプレス大阪号の高速バスネット予約分のみ）をそれぞれ新設。
    - 大阪梅田エクスプレス、USJ・大阪梅田 - 倉敷駅北口間の往復学割運賃値下げと、早割5を僅か1ヶ月で廃止し、早トク3を設定。
- 2011年
  - 6月1日 - 吉備エクスプレス大阪号、大阪駅の発着場所を、桜橋口から大阪駅JR高速バスターミナルへ移設。
  - 8月1日 - 大阪梅田エクスプレス、2往復増便されて1日10往復となる。
- 2012年
  - 9月1日 - 大阪梅田エクスプレス、1日9往復に減便。
- 2013年
  - 3月16日 - 吉備エクスプレス大阪号、岡山駅西口 - 倉敷駅北口間の運行を休止。
  - 6月23日 - 大阪梅田エクスプレス休止。リョービ、吉備エクスプレスポイントカードサービス終了。
  - 6月24日 - 吉備エクスプレス大阪号に下津井電鉄が運行に参入。
  - 12月20日 - 吉備エクスプレス大阪号の中国JRバス担当便で、docomo Wi-Fiによる車内無線LANサービスを開始[5]。
- 2017年
  - 7月15日 - 吉備エクスプレス大阪号、山陽インター（JR）バス停への停車を中止。同時に岡山駅西口 → USJ系統の湊町（OCAT）バス停への停車も中止（大阪駅 → USJ間の直通便に変更）。
  - 12月1日 - 同年11月1日から運休中だったリョービエクスプレスの2往復（うち1便は湊町（OCAT）→倉敷駅北口間の深夜便）が廃止。吉備エクスプレス大阪号の4往復を土日祝・繁忙期運行に変更。
- 2019年
  - 4月1日 - 吉備エクスプレス大阪号について、以下のように変更。
    - 西日本JRバスが運行から撤退。
    - 湊町（OCAT）乗り入れを取りやめ、大阪側の停留所を大阪駅とUSJのみとする。
    - 便数を1日12往復（加えて土日祝・繁忙期運行便が3往復）に変更。
- 2020年
  - 12月8日 - 新型コロナウイルス感染拡大防止の為、運休便を新たに追加。
- 2021年
  - 1月15日 - 新型コロナウイルス感染拡大防止の為、運休便を新たに追加。
  - 3月8日 - 運休便の一部の運行を再開[6]。
  - 4月1日 - 以下のように変更。
    - リョービエクスプレスを休止し吉備エクスプレス大阪号に統一。リョービエクスプレスのみが経由していた停留所のうち、なんば高速バスターミナルについては2往復が経由し、残りの停留所への経由を取りやめ[6]。
    - 便数を1日13往復に変更[6]。
- 2022年12月1日 - 便数を1日17往復に変更。湊町（OCAT）への乗り入れを再開[7]。
- 2024年8月1日 - 便数を1日21往復に変更[8]。

## 運行会社
2024年8月1日時点で、両備ホールディングス（両備バス）の両備バスカンパニー岡山営業所が11往復、JRバス中国の岡山支店が6往復、下津井電鉄の興除（こうじょ）営業所が4往復担当している。2019年3月31日までは、西日本JRバスも運行を担当していた。
2021年4月1日に休止されたリョービエクスプレスは両備ホールディングスが運行していた。1998年3月ごろまでは南海電気鉄道も運行を担当していた。

## 停車停留所
二重線の矢印（⇔）を跨がない区間のみの利用は不可。 
- ユニバーサル・スタジオ・ジャパン - なんば高速バスターミナル - 湊町バスターミナル（OCAT） - 大阪駅JR高速バスターミナル ⇔ 山陽IC（両備） - 岡山IC - 岡山大学筋 - 岡山駅西口
  - 一部の便は大阪駅発着。また、USJ、なんば高速バスターミナル、湊町バスターミナル（OCAT）は大阪駅発着の便以外がいずれか1ヶ所に停車する。

2021年4月1日の統合前は以下の通りであった。

### リョービエクスプレス
一部バス停は省略。
- ユニバーサル・スタジオ・ジャパン - ＜湊町バスターミナル（OCAT） → なんば高速バスターミナル＞ - 大阪国際空港 ⇔ 山陽IC（両備） - 岡山IC - 岡山大学筋 - 岡山駅西口 - 倉敷IC - 倉敷駅北口
  - USJ、大阪国際空港は一部の便のみ停車。
- ＜湊町バスターミナル（OCAT） → なんば高速バスターミナル＞ - 大阪国際空港 ⇔ 山陽IC - 岡山IC - 岡山大学筋 - 岡山駅西口 - 高速宇野築港銀座

### 吉備エクスプレス大阪号
- ユニバーサル・スタジオ・ジャパン - 大阪駅JR高速バスターミナル ⇔ 山陽IC（両備） - 岡山IC - 岡山大学筋 - 岡山駅西口
  - USJは一部の便のみ停車。

※中国JRバス・下津井電鉄担当便は龍野西SAで20分間、両備バス担当便は岡山・玉野・倉敷方面行は龍野西SA、大阪方面行は三木SAで20分間、それぞれ休憩。

## 運行経路

### リョービエクスプレス
- 難波 - 赤磐・岡山・玉野系統
  - 大阪市中央区・浪速区内（なんば） - 阪神高速15号堺線（大阪行きのみ） - 阪神高速1号環状線 - 阪神高速11号池田線 - 中国自動車道 - 山陽自動車道 - 国道53号 - 国道30号 - 岡山県道40号岡山港線 - 岡山県道45号岡山玉野線 - 玉野市内
- USJ・難波 - 赤磐・岡山・倉敷系統
  - USJ - 阪神高速2号淀川左岸線 - 阪神高速5号湾岸線 - 阪神高速16号大阪港線 - 阪神高速13号東大阪線（岡山・倉敷行きのみ） - 阪神高速1号環状線 - 阪神高速15号堺線（大阪行きのみ） - 大阪市中央区・浪速区内（なんば） - 阪神高速15号堺線（大阪行きのみ） - 阪神高速1号環状線 - 阪神高速11号池田線 - 中国自動車道 - 山陽自動車道 - 国道53号 - 岡山駅西口 - 岡山県道242号川入巌井線 - 岡山県道389号吉備津松島線 - 国道429号 - 倉敷インター - 国道429号 - 岡山県道24号倉敷清音線 - 倉敷駅北口
  - 岡山駅西口 - 倉敷インター間は時間帯によっては、国道53号 - 山陽自動車道経由で運行。

### 吉備エクスプレス大阪号
- 大阪駅JR高速バスターミナル - 阪神高速11号池田線 - 大阪市北区内 - 阪神高速11号池田線 - 中国自動車道 - 山陽自動車道 - 岡山県道37号西大寺山陽線 - 赤磐市内 - 山陽自動車道 - 国道53号 - 岡山駅西口

## 使用車両
中国JRバス
三菱ふそう・エアロバス
いすゞ・ガーラHD
両備バス
三菱ふそう・エアロクィーンI
三菱ふそう・エアロバス
三菱ふそう・エアロエース
下津井電鉄
日野・セレガHD（パウダールーム付）

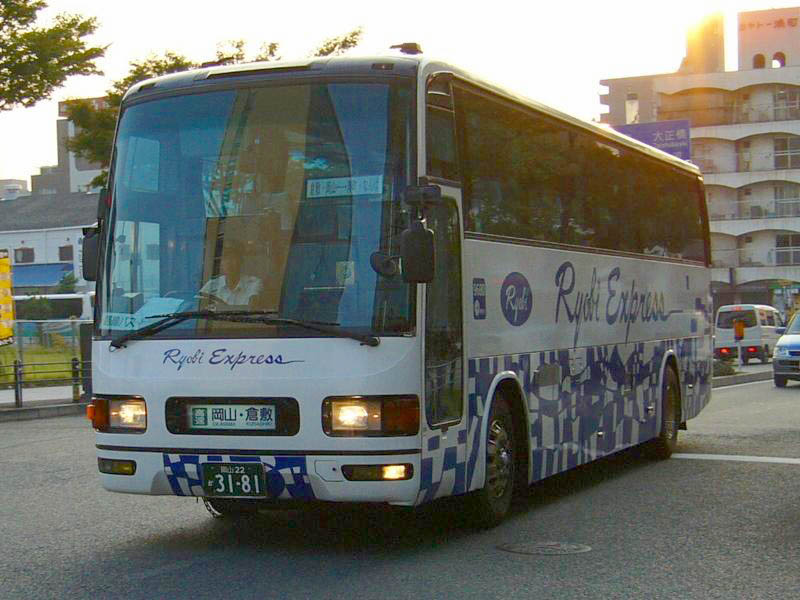
両備バス「リョービエクスプレス号」（かつて使用されていた、三菱ふそう・エアロクイーンM）
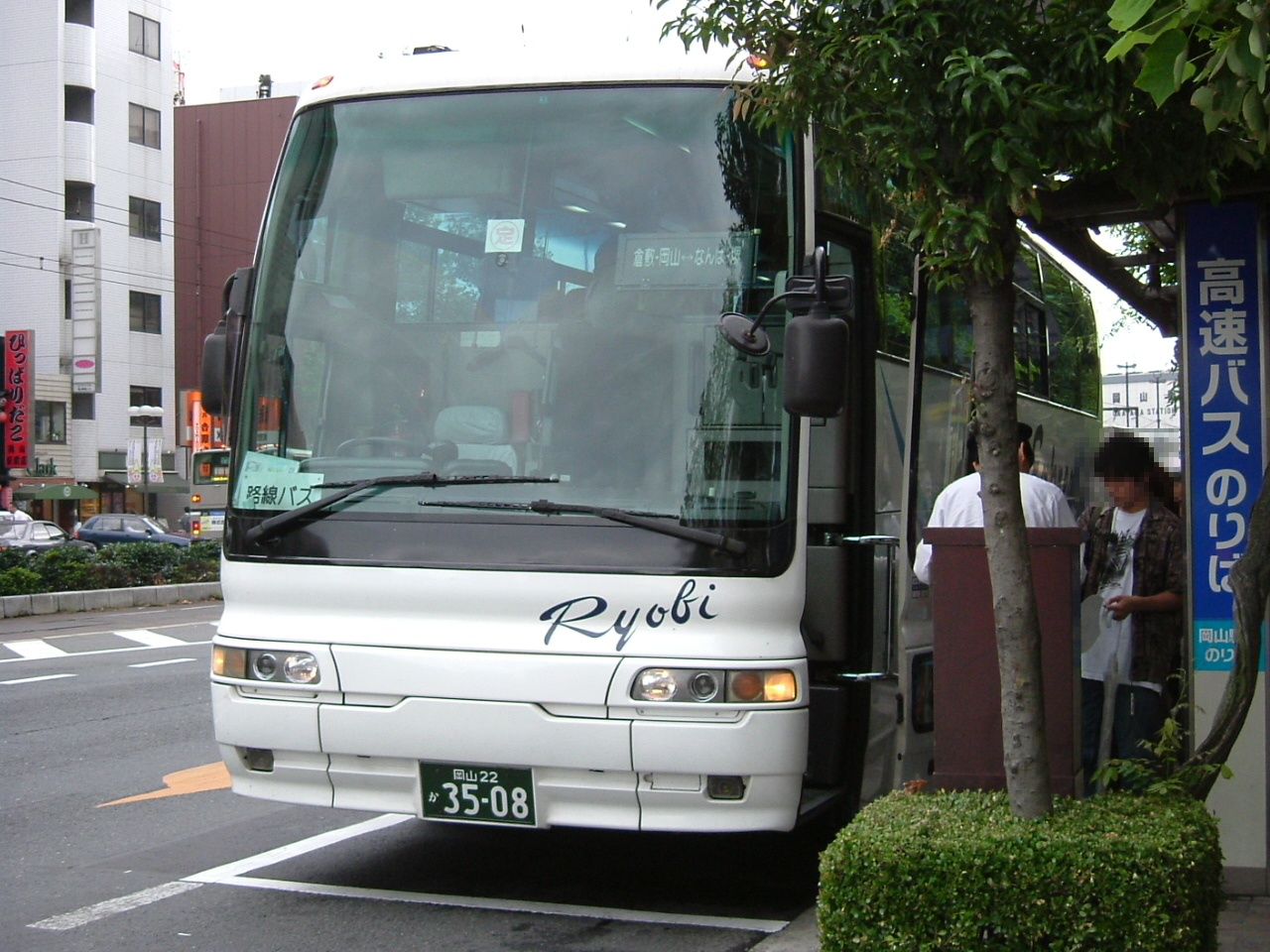
両備バス「リョービエクスプレス号」（かつて使用されていた、三菱ふそう・エアロクイーンI）
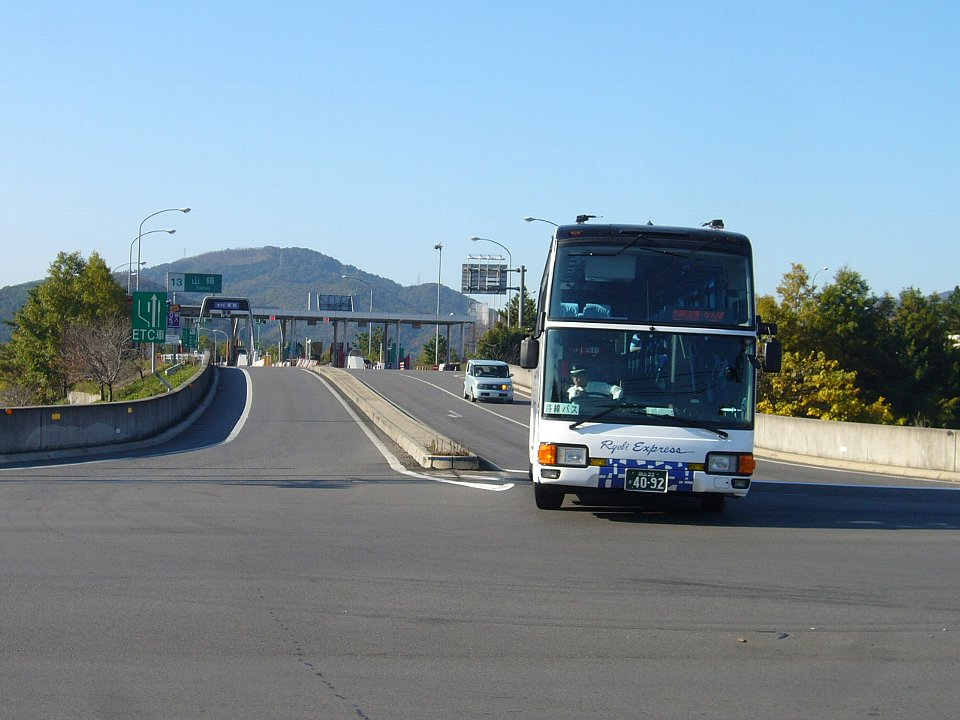
両備バス「リョービエクスプレス号」（かつて使用されていた、三菱ふそう・エアロクイーンMV）
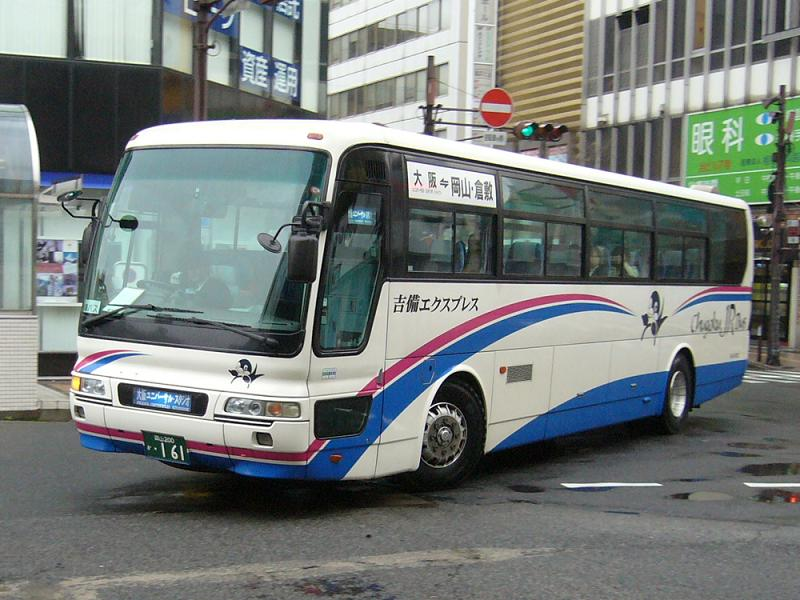
中国JRバス「吉備エクスプレス大阪号」（中国JRバスオリジナル塗装の頃の、三菱ふそう・エアロバス）
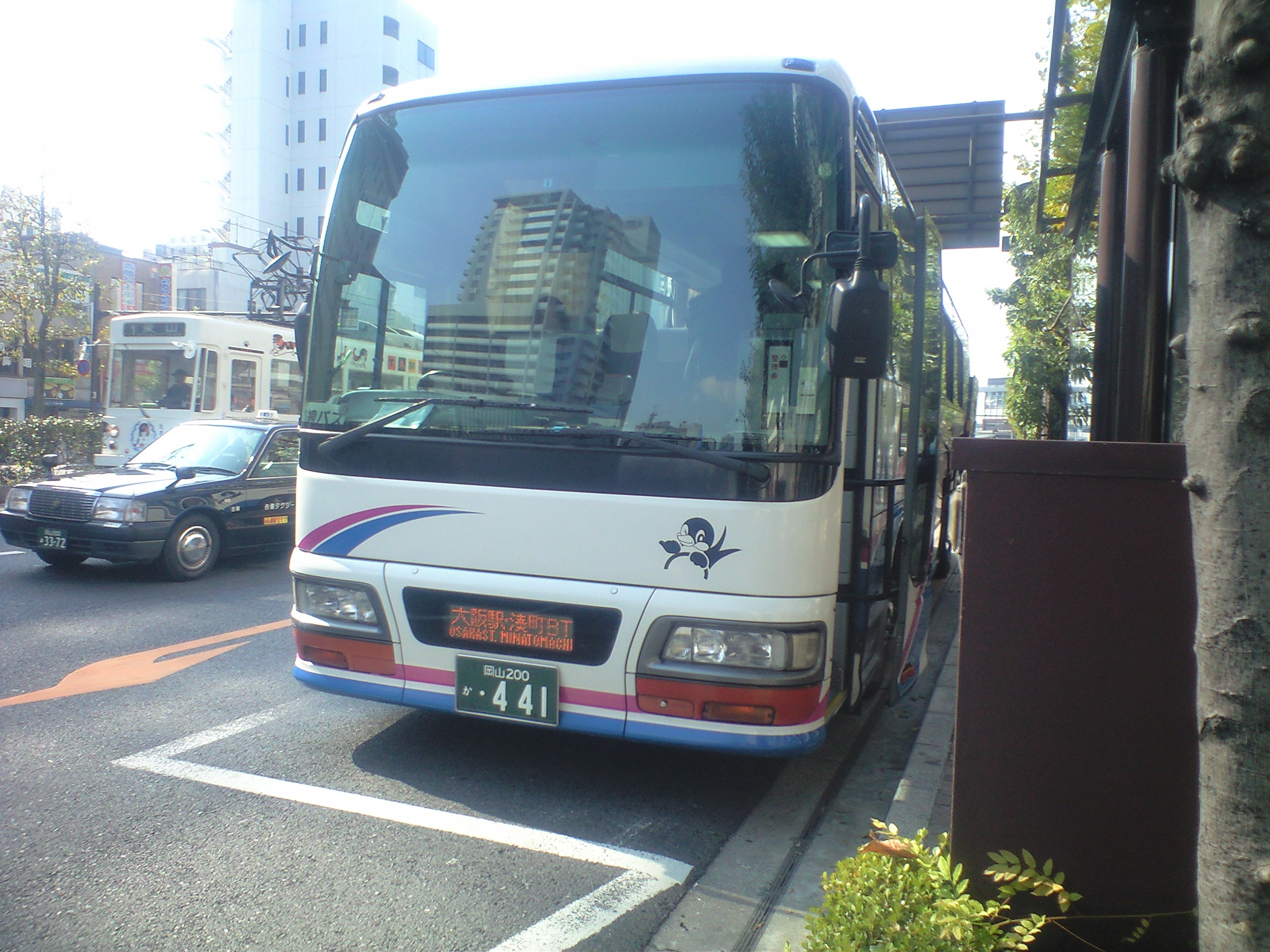
中国JRバス「吉備エクスプレス大阪号」（いすゞ・ガーラHD）